# Фу Юаньхуей
Фу Юаньхуей (кит.: 傅园慧, нар. 7 січня 1996, Чжецзян, Китай) — китайська плавчиня, бронзова призерка Олімпійських ігор 2016 року, дворазова чемпіонка світу.

## Виступи на Олімпійських іграх
| Олімпіада   | Дисципліна         | Місце |
| ----------- | ------------------ | ----- |
| Лондон 2012 | 100 м на спині     | 8     |
| Ріо 2016    | 100 м на спині     | 3     |
| Ріо 2016    | 4×100 м комплексом | 4     |